# Yuta Hirayama
Yuta Hirayama (japanisch 大野 佑哉 Hirayama Yuta; * 14. November 1997 in der Präfektur Tokio) ist ein japanischer Fußballspieler.

## Karriere
Yuta Hirayama erlernte das Fußballspielen in den Schulmannschaften der Cantera Secundary School und der Musashi Ogose High School sowie in der Universitätsmannschaft der Tokyo International University. Seinen ersten Vertrag unterschrieb er im Februar 2020 in Australien beim Western Pride FC. Mit dem Verein aus Ipswich spielte er in der Queensland Premier League. Nach einem Jahr wechselte er im Dezember 2020 nach Neumarkt, einem Vorort von Brisbane City, zum Brisbane City FC. Hier stand er bis Ende Dezember 2022 unter Vertrag. Am 29. Dezember 2022 unterschrieb er einen Vertrag beim thailändischen Zweitligisten Chiangmai FC. Sein Pflichtspieldebüt für den Verein aus Chiangmai gab Yuta Hirayama am 7. Januar 2022 (18. Spieltag) im Auswärtsspiel gegen den Nakhon Pathom United FC. Hier wurde er bei der 1:0-Niederlage in der 52. Minute für Phongrawit Jantawong eingewechselt.